# Kettil Karlsson (Vasa)
Kettil Karlsson (Vasa), född sannolikt 1433, död i böldpest 11 augusti 1465 på slottet Tre Kronor i Stockholm, var en svensk katolsk biskop i Linköping från 1459 till 1465 och svensk riksföreståndare 1465. Han var son till riksrådet Karl Kristiernsson (Vasa) och Ebba Eriksdotter, i hennes andra av tre giften, dotter till danska riksrådet och rikshovmästaren Erik Krummedige.
Kettil Karlsson blev när han var 25 år gammal, med stöd av kung Kristian I och sin släkting ärkebiskop Jöns Bengtsson (Oxenstierna), vald till biskop i Linköping 1458, vilket bekräftades av påven Pius II året därpå. 
1463 startade inrikes oroligheter, kungen fängslade ärkebiskopen och Kettil Karlsson tog ledningen över ett uppror mot kung Kristian och valdes till svensk riksföreståndare. Hans allmogestyrkor segrade över kungens i Västmanland och en uppgörelse kom till stånd mellan Kristofer och Kettil Karlsson. men mitt i detta smittades han med böldpest och han avled på slottet Tre Kronor i Stockholm 1465.

## Biografi
Kettil Karlsson uppfostrades för det andliga ståndet och inskrevs 19 augusti 1454 vid Rostocks universitet. Han skrevs även in vid universitetet i Louvain 16 juni 1455. Efter att ha vunnit magistergraden tjänstgjorde han någon tid som kanik i Uppsala, där hans kusin Jöns Bengtsson var ärkebiskop. Släktskapen med denne man banade honom väg till Kristian I:s synnerliga gunst, och kungen beslöt kort efter sin tronbestigning i Sverige att göra honom till biskop i Linköping. Till en början var det meningen, att mäster Kettil skulle bli medhjälpare (koadjutor) till den åldrige innehavaren av nämnda biskopsstol Nils König, och kungen gav honom för detta ändamål sin varma rekommendation i brev till påven februari 1458. Under tiden dog emellertid biskop Nils (april samma år), och mäster Kettil blev av domkapitlet vald till hans efterträdare, varefter han sommaren 1458, även denna gång livligt anbefalld av Kristian, själv begav sig till Rom för att vinna påvlig bekräftelse. Påven synes emellertid ha tvekat på grund av hans ungdom, och först i samband med en ny resa 1459 till påvens dåvarande uppehållsort Mantua lyckades Kettil Karlsson den 24 september samma år förvärva det påvliga utnämningsbrevet med åtföljande åldersdispens. Kettil Karlsson var endast 25 år gammal och uppfyllde sålunda inte de kanoniska kompetensvillkoren. 

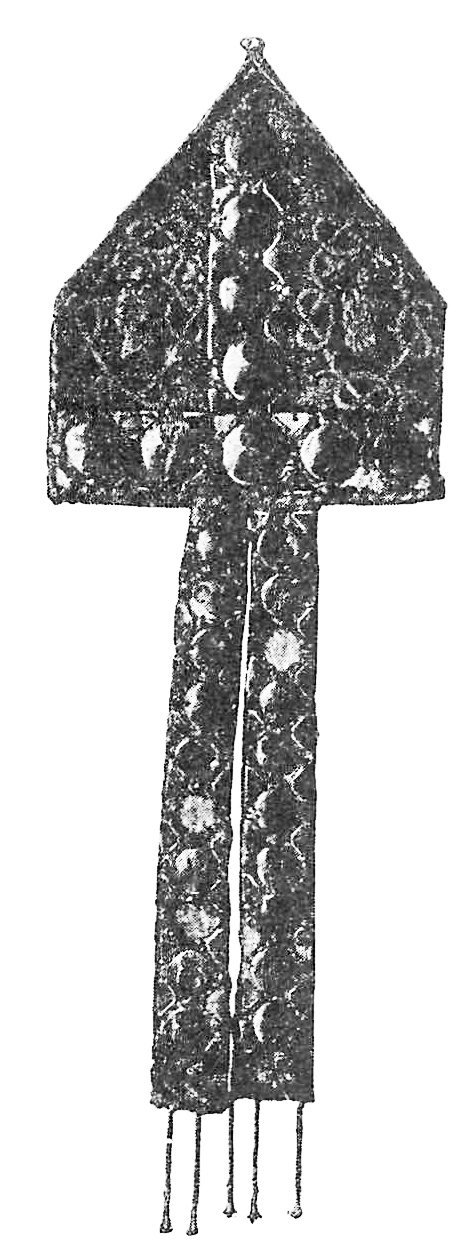
Kettil Karlssons mitra som biskop av Linköping finns bevarad på Statens historiska museum i Stockholm.

Under sitt besök i Mantua utförde han även diplomatiska uppdrag vid kurian å kungens vägnar. Återkommen till Sverige, blev han 1460 formligen invigd i sitt ämbete. Trots att han väsentligen hade Kristian I att tacka för sin upphöjelse, varade vänskapen dem emellan endast så länge, som Jöns Bengtsson och kungen var överens. Då Kristian 1463 kommit i delo med ärkebiskopen och fört honom fängslad till Köpenhamn, tog Kettil Karlsson obetingat sin väns parti och beslöt att genom en resning mot kungen framtvinga ärkebiskopens frigivning. I samförstånd med Jöns Bengtssons övriga släktingar höjde han i januari 1464 upprorsfanan och började belägra slotten i Östergötland och angränsande delar av Småland. Hans medsammansvurna reste bönderna i Uppland och Dalarna, och i februari begav sig biskopen själv till Västerås, där han av de samlade frälsemännen och bönderna utropades till rikshövitsman. Han förde nu de uppbådade dalkarlarna till Stockholm, där han startade en belägring. Då Kristian under tiden kom antågande med en dansk här, varvid bland annat Kettil Karlssons biskopsgård i Linköping plundrades, bröt han emellertid upp från Stockholm och begav sig till Dalarna, där han samlade förstärkningar. 
Med sina dalmän vann han så 17 april en storseger över den förföljande kungen i Hälleskogen vid Haraker (20 kilometer norr om Västerås). Det var första gången sedan Engelbrekts dagar, som en bondehär fått tillfälle att avgörande ingripa i landets öden. Dalkarlarna följde honom nu återigen till Stockholm, dit kungen flytt, och belägringen återupptogs med större kraft än förra gången. Under tiden gjorde Ture Turesson (Bielke) i Kristians intresse ett försök att erövra Västmanland, men biskop Kettil uppbådade bönderna från Rekarne och slog honom vid Kvicksund. Då biskopen emellertid i saknad av en flotta inte kunde hindra, att det belägrade Stockholm undsattes från sjösidan, kom han och dalkarlarna överens om att återinkalla Karl Knutsson från Danzig, för att denne med en i Preussen samlad flotta och tränad här måste understödja företaget. Sedan Karl sålunda i augusti anlänt till Stockholm med den önskade hjälpen och under biskop Kettils medverkan blivit hyllad som kung av belägringshären och borgerskapet i Stockholms stad, utbröt inom kort en häftig konflikt mellan den återinsatte kungen å ena sidan, biskop Kettil och den under tiden lösgivne Jöns Bengtsson å den andra. Kettil Karlsson beslöt att återigen rycka till sig högsta makten, antog senast i december titeln riksföreståndare och började bekriga Karl Knutsson, som dock synes ha öppnat själva fientligheterna genom ett angrepp på ärkebiskopsgården i Uppsala.
Sedan Kettil Karlssons och Jöns Bengtsson lyckats komma i besittning av Stockholms slott, som ända dittills innehafts av Kristian I:s anhängare, tvingades Karl redan i januari 1465 att avsäga sig makten. Biskop Kettils riksföreståndarskap blev dock inte av lång varaktighet. Redan ett halvår senare dog han av pesten i Stockholm. Kettil Karlsson är vid sidan av sin farfader ättens mest betydande medlem under medeltiden. Under sin korta bana hann han mäktigt påverka den följande utvecklingen. Det var han, som fördrev Kristian I från Sveriges tron. Ännu viktigare var, att han för denna uppgift kring sig samlade de breda lagren av befolkningen, vilka Karl Knutsson till sin ofärd underlåtit att i nämnvärd mån ta i anspråk för nationella syften och som därför mer och mer förlorat sin politiska betydelse. Karlssons största historiska insats ligger alltså däri, att han, även om detta kanske inte var en medveten strävan hos honom själv, återväckt allmogens självkänsla och sålunda faktiskt blivit en Engelbrekts efterföljare och banat väg för Sturarna.
Kettil Karlsson begravdes 22 augusti 1465 i Linköpings domkyrka inför högaltaret.